# Stipa lagascae
Stipa lagascae là một loài thực vật có hoa trong họ Hòa thảo. Loài này được Roem. & Schult. miêu tả khoa học đầu tiên năm 1817.